# BMW M60
BMW M60 – silnik BMW produkowany w dwóch wersjach.

## M60/1 B30
| Liczba cylindrów           | 8 w układzie V 90°                 |
| Średnica cylindrów         | 84 mm                              |
| Skok tłoka                 | 67,6 mm                            |
| Pojemność                  | 2997 cm3                           |
| Stopień sprężania          | 10,5:1                             |
| Moc maksymalna             | 160 kW (218 KM) przy 5800 obr./min |
| Obroty maksymalne          | 6500 obr./min                      |
| Maksymalny moment obrotowy | 290 Nm przy 4500 obr./min          |

## M60/2 B40
| Liczba cylindrów           | 8 w układzie V 90°                 |
| Średnica cylindrów         | 89 mm                              |
| Skok tłoka                 | 80 mm                              |
| Pojemność                  | 3982 cm3                           |
| Stopień sprężania          | 10,0:1                             |
| Moc maksymalna             | 210 kW (286 KM) przy 5800 obr./min |
| Obroty maksymalne          | 6500 obr./min                      |
| Maksymalny moment obrotowy | 400 Nm przy 4500 obr./min          |